# Hamma Meliani
Pour les articles homonymes, voir Meliani.
 (mars 2012).
Si vous disposez d'ouvrages ou d'articles de référence ou si vous connaissez des sites web de qualité traitant du thème abordé ici, merci de compléter l'article en donnant les références utiles à sa vérifiabilité et en les liant à la section « Notes et références ».
Hamma Meliani, né le 21 mars 1950 à Ain M'lila en Algérie, est un auteur dramatique de nationalités algérienne et française, également metteur en scène et auteur de romans.

## Biographie
Hamma Meliani suit une formation éclectique : art dramatique, réalisation cinématographique, DESS en sciences politiques Paris 1 Sorbonne. Il réalise plusieurs longs métrages ainsi que des documentaires puis, en 1979, fonde à Paris l'Aspic-Théâtre et, en 1990, l'Institut des arts du spectacle et du cinéma à Nanterre qu’il dirige jusqu’en 1993.
Directeur du Théâtre Aspic Hamélia (TAH) à Asnières-sur-Seine de 1993 jusqu'à 2001, école d’art dramatique, il forme également des animateurs de quartiers et développe l'insertion sociale des jeunes à travers un large éventail de pratiques artistiques (danse, chant, théâtre, musique, arts plastiques, écriture, photographie, vidéo). C’est aussi un lieu de création où l’auteur met en scène Fassbinder, Edward Albee, Kateb Yacine, Heiner Muller ainsi que ses propres textes.
En 2002, Hamma Meliani et son équipe emménagent à Ivry-sur-Seine, où ils poursuivent leur démarche artistique. Le TAH devient alors la Compagnie du théâtre Hamma Meliani (CTAH94 Ivry). La compagnie a une trentaine de spectacles à son actif et plusieurs chantiers culturels en banlieues françaises et à l'étranger.
Cinq de ses pièces bénéficient d’une aide à la création du ministère de la Culture et de la Communication : Les Saisons voraces en 1995, Massajine en 1996, Le Lait du père en 2001 (cette pièce reçoit le premier prix d’écriture théâtrale 2001 et le prix Amnesty International Écrire contre l’oubli), Larlett en 2004, et La Rage des amants en 2005.
En 2003, Le Lait du père est retenue pour les lectures du Centre national des écritures du spectacle à la chartreuse de Villeneuve-lès-Avignon.
En 2004, Larlett est également retenue par le Centre national des écritures du spectacle et lu par les élèves de l’école d’art dramatique. En 2005, elle est présentée par le Jeune Théâtre national au Studio Théâtre de la Comédie-Française.
Meliani est aussi l'auteur de plusieurs réalisations cinématographiques sur la jeunesse et la société.
En 2024, ils crée un théâtre d'urgence L'Axe du monde : Journal d'un génocide,  en réponse à la colonisation de peuplement et au génocide en cours en Palestine.  

## Œuvre

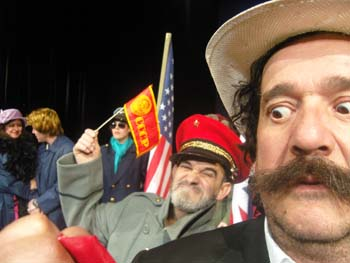
La Rage des amants

- Les Paroles du Silence, Théâtre, 2009
- Siga, Théâtre, 2008
- Les Prisonniers du Monde Libre, acte poétique avec des textes de Mahmoud Darwich et les poètes de l'Amour et de la Liberté 2007
- L’art-Ratatouille et l’argent l’argent l’argent, comédie, 2005
- Le Tarbak, comédie, 2004
- Larlett, Théâtre, 2003. Aide à la création du Ministère de la Culture février 2004. Texte retenu par le Centre National des Écritures du Spectacle à la Chartreuse – Festival d’Avignon 2004. Février 2005 – Au Studio Théâtre de la Comédie Française Par le JTN
- La Rage des Amants, Théâtre, 2003. Aide à la création du ministère de la Culture février 2005. Création en langue arabe au Théâtre régional de Constantine[2], avril 2009, présentée au Festival panafricain d'Alger 2009
- Gersande, Théâtre, 2002
- Le Lait du Père, Théâtre 2000. Premier Prix d’écriture théâtrale 2001. Prix Amnesty International Écrire contre l’oubli. Aide à la création du Ministère de la Culture en 2001. Texte retenu par le Centre national des écritures du spectacle à la Chartreuse – Festival d’Avignon 2003. Réalisation cinématographique de Raoul Sangla 2004
- L’Enfer des Anges, Théâtre, 1991. Création du Théâtre Aspic Hamélia (TAH). Asnières-sur-Seine – Créé au théâtre de Bondy 2001. Premier prix du Festival de Théâtre Divers de Clamart 2001 et prix du jury. Recrée à Bamako (Mali) 2006
- Les Filles de Jelfen, Théâtre, 1989. Édition Marsa, Paris 1998. Création TAH. Asnières-sur-Seine 1997
- Massajine, Théâtre, 1996. Aide à la création du Ministère de la Culture 1996. Projet de création et mise en espace par Jacques Zabor et Raoul Sangla, TAH, Asnières-sur-Seine 1998
- Mitcho le fantôme des banlieues, comédie burlesque, 1996. Création TAH, Asnières-sur-Seine 1997
- Les Saisons voraces, Théâtre, 1995. Encouragement et aide à la création du Ministère de la Culture pour les qualités d’écriture
- Loundja, conte spectacle, 1989. Crée à la maison des Amandiers 1982, édition Khyam 2009
- KoKo BonBon, créé au Déjazet Paris 1984. Recréé au Danemark (Aarhus) en 1989
- Virage Violent, Théâtre de rue, 1988. Créé en décor naturel à Champigny-sur-Marne. Cité des Mordacs, 21 juin 1990 – 3 500 spectateurs, 93 participants

## Réalisations cinématographiques

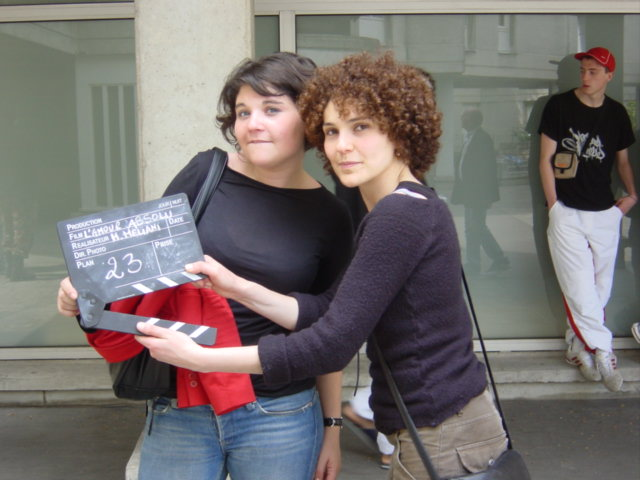
Tournage de L'Amour absolu.

- Mémoire et futur des migrants d'Ivry et de leurs enfants, 7 films-doc : CTHM94[3] Ivry 2006/2008[4]
- Malhéros Alegrès do Norté
- Magnaval, les rivages d'un rêve
- Tahar, parcours d'une vie
- Taho et ses amis
- Hallaf voyage
- Vava, les enfants de l'émigration
- Tatassé, rêve et réalité
- L'Amour absolu, long métrage de fiction, CTHM94 Ivry 2005

### Pour les productions VoxDiaboli
- Une cité sans loge est une maison sans porte, 2009
- Des femmes et des hommes pour un monde meilleur, 2008
- De l'influence de l'argent et de la politique sur les médias, 2008
- Les Enfants de la République, 2006
- Trois reportages sur le FSQP (Forum social des quartiers populaires), France, 2007/2008
  - Une force d'action
  - Les Prémices d'un mouvement national
  - Culture populaire et luttes sociales
- Portraits d'artistes
  - Moa-Song, film doc, 2010
  - Raoul Sangla réalisateur et Mustapha Boutadjine iconographe de la révolution, film doc, 2010
  - L'Art magique de Mustapha Boutadjine, film doc, 2010

### Pour la télévision
- Décolonisation, trilogie, film doc, RTA Constantine 1973
- Un pont et la route continue, film doc, RTA 1973
- 5 films doc, 3 reportages enquêtes
- Une série d'émissions de variétés pour la RTA
- 10 documentaires pour le CTCP/ANP
- Genèse, long métrage de fiction, CTCP/ANP Alger 1974
- 8 films doc scientifiques pour l’Éducation nationale CNEG Alger

## Créations théâtrales
(Pédagogie, direction artistique, mise en scène.)
- 1978 : Rixe de Jean-Claude Grumberg, création au Théâtre Présent, Paris
- 1979 : Le Bouc de Fassbinder, création au Théâtre Présent, Paris
- 1979 : Dernière prosopopée de K. Salheddine, création au Théâtre Présent, Paris
- 1980 : Zoo Story de Edward Albee, création Théâtre des Amandiers, Paris
- 1980 : Parle moi comme la pluie de Tennessee Williams, création Théâtre des Amandiers, Paris
- 1980 : Au bal des chiens de Remo Forlani, création Théâtre des Amandiers, Paris
- 1981 : Errayane (Les Bergers) de Hamma Meliani, création au Théâtre du Relais, Paris
- 1981 : Le Temps des araignées de Ahmed Azeggagh, création Théâtre Amandiers, Paris
- 1982 : La République des ombres de Ahmed Azeggagh, création Théâtre des Amandiers, Paris
- 1982 : Le Tigre, Icare, Une femme seule de Dario Fo et Franca Rame, création Théâtre des Amandiers, Paris
- 1982 : La Sorcière du placard à balais de Pierre Gripari, création au Théâtre Aspic, Théâtre des Amandiers, Paris
- 1982 : Comme une souris dans la plage(texte anonyme, Seuil, le premier spectacle de Fellag), création Théâtre Amandiers, Paris
- 1983 : Les ancêtres redoublent de férocité de Kateb Yacine, création Théâtre Amandiers, Paris
- 1983 : Loundja de Hamma Meliani, spectacles de marionnettes, création Théâtre des Amandiers, Paris
- 1983 : Heidi de K. Salheddine, création Théâtre Amandiers, Paris
- 1984 : Koko Bonbon, comédie musicale de Hamma Meliani, création au Théâtre Déjazet, Paris
- 1984 : Hamlet Machine de Heiner Muller, création Théâtre du Carrefour, Paris
- 1984 : Chicago de Sam Shepard, création au Théâtre du Carrefour, Paris
- 1985 : Catharsis de Hamma Meliani, fondation Artaud, Paris
- 1985 : L’Histoire (opérettes) de Witold Gombrowicz, fondation Arthaud, Paris
- 1986 : Contes chinois de divers auteurs chinois, création Théâtre de Nanterre, Théâtre Aspic
- 1987 : Les Déviants de Hamma Meliani, création Nanterre Théâtre Aspic
- 1988 : Virage violent de Hamma Meliani, création Nanterre Théâtre Aspic, Avignon
- 1988 : Dassine de Moussa Ag Amestane, création Musée des arts africains et océaniens, Paris
- 1989 : Les Sept Voyages de Sindbad le marin, création musée de l'Homme, Paris
- 1989 : L’Œuf du rêve de Hamma Meliani, Théâtre Mathis, Paris
- 1989 : Ariane, La Bombe, Bonjour les dégâts de Hamma Meliani, Théâtre Mathis, Paris
- 1990 : Koko Bonbon, version danoise, Institut de dramaturgie d’Arhus, Danemark.
- 1991 : Ne coupez pas, montage poétique, université de Dauphine, Paris
- 1995 : La Gare de Hamma Meliani, spectacle de rue, création Théâtre Aspic Hamélia (TAH), Asnières
- 1996 : Mitcho le fantôme des banlieues de Hamma Meliani, création TAH, Asnières
- 1997 : Les Contes de la sixième partie du monde de Luda, création TAH, Asnières
- 1998 : L’Ange violent et Les Filles de Jelfen de Hamma Meliani, création TAH, Asnières

- 1999-2001 : L’Enfer des anges de Hamma Meliani, création TAH, Asnières
- 2002 : Les Fiancés de la Seine de Morvan Lebesque, Paris–Ivry
- 2004 : Larlett de Hamma Meliani, Paris–Ivry, Ciné/Pathé
- 2005 : L’Amour absolu de Hamma Meliani, théâtre et cinéma, Paris–Ivry
- 2006 : L'Enfer des anges de Hamma Meliani, reprise avec les étudiants de l'université de Bamako, Mali
- 2007 : Le Chant des vivants de Hamma Meliani, Théâtre Le Grand Parquet, Paris
- 2007 : Les Prisonniers du monde libre de Hamma Meliani, La Ferme, Nanterre
- 2008 : Le Siège de Mahmoud Darwich, création au Centre culturel algérien Paris et au Mawal centre culturel palestinien, Paris
- 2008 : De l'Andalousie à la Palestine de Mahmoud Darwich, salle d'honneur, mairie du 2e, Paris
- 2009 : Ghadb-Elachikine(La Rage des amants) de Hamma Meliani, création en langue arabe au Théâtre régional de Constantine, Algérie

### Sur Hamma Meliani

#### Reportages télévisés
- 1990 : FR3 (20 minutes), réalisation Patrick Damien
- 1991 : ZDF, télévision allemande
- 1992 : Autour d’Hamma Meliani, film réalisé par Samir Abdallah
- 1990/2000 : Reportage sur la formation d’animateurs de quartiers, réalisé par le département audiovisuel de l’université de Censier à Paris
- Une série d'émissions et de reportages de 1993 à 2007, réalisations de Raoul Sangla et Dominique Dou pour Télé-Boca, Zaléa-Télé
- L'Enfer des anges à Bamako, reportage de Annick Filley, Bamako 2006

#### Études universitaires
- 1990 : Claudine Huet, « De la création théâtrale », université Paris V
- 1993 : Marie Laurence, « L’Aspic, théâtre populaire », université Paris-Nord
- 1996 : Ani Boquillon, « Médiation culturelle », IUT Paris René-Descartes